# 市立札幌開成中等教育学校
市立札幌開成中等教育学校（しりつさっぽろかいせいちゅうとうきょういくがっこう、英語: Sapporo Kaisei Secondary School）は、札幌市東区北22条東に所在する市立中等教育学校。

## 概要
札幌市が2011年に制定した札幌市中高一貫教育校設置基本構想に基づき、北海道札幌開成高等学校（以下、「開成高校」という）を母体として2015年に開校。（制度上は2014年度の開校）
iPadを使用した学習を行っている。（10期生以降はChromebookを使用）
国際バカロレア認定校である。SSH（スーパーサイエンスハイスクール）の指定を受けている。公立中高一貫校としては日本初のMYP・DP認定校である。（それぞれ2017年・2018年認定）
母体である開成高校の校風を踏襲し、指定の上靴以外、生徒の普段着は私服である。終業式や卒業式などの儀式の際は紺色ブレザー、ネクタイ(指定)、白ワイシャツ、エンブレム(指定)の着用が義務付けられている。
体育の授業時では学校指定のジャージの着用が義務付けられている。

## 沿革
2014年度、制度上の開校となる。初代校長は相沢克明。
2015年度には第一回入学式と開校式が行われ、新入生160名と編入生159名が入学した。札幌市立校に新たに中高一貫校を設置する段階的措置として、同校4年次への編入生が入学した。そのため、同じ校舎には開成高校の生徒が2学年分在籍した。
2016年度には、2期生と5期生が入学し、市立札幌開成中等教育学校の在籍生徒数は倍数となり、32名の教職員(内17名が開成高校より赴任）が着任した。また、グラウンドやテニスコート、駐車場などの屋外施設が完成した。また、開成高校の最後の代が3年生となり、2つの学校が同じ校舎で過ごす最後の年度となった。9月には「札幌開成高校・札幌開成中等教育学校　継承式」が開催され、3月に開成高校は閉校した。
2017年度には、3期生と6期生が入学した。この年度をもって、編入生の入学制度が無くなった。30名の教職員（内13名が開成高校より赴任）が着任した。
2018年度: 9月6日の未明に胆振東部地震が発生し、学校は同日を含み3日間の休校となった。9月18日に予定されていた新入生向けの学校説明会も延期となった。
2019年度: ２代目校長 廣川雅之が着任。DPの授業が開始された。初年度の受講生は11人。同時にIPも開始された。また、今年度をもってSGHの指定が終了した。
2020年度: 新型コロナウイルス感染症の影響を受け、4月に登校日が2日間設けられた後、以後4~5月の全ての登校日が休校となった。また、IBOによる国際バカロレア試験も中止され、DP生徒は代替手段によって評価された。
2021年度: 3代目校長 宮田佳幸が着任。昨年度に引き続き、感染症対策のため換気や消毒などが徹底された、制限のある授業が展開されている。また、GIGAスクール構想に基づくChromebookが1年生に貸与された。本校の特徴ともいえる「教科型教室」は運用されず、出来るだけ異学年の物理的接触を避けるように配慮された。
2022年度:　引き続き感染症対策が行われている。海外見学旅行が国内旅行に変更されたり、開成祭が一般公開されなかったりするなど、感染状況に応じた対応が図られた。
2023年度:　新型コロナウイルスが5類に引き下げられたことで感染症対策が大幅に緩和され、マスク着用義務の廃止や開成祭の一般公開などが行われた。本校独自の取り組みであったSELF式クラス替えが廃止となった。 SELF式クラス替えプロジェクトとは「SELF」の教育理念のもと、「自分で考えて自分で動けることが大人へのスタート」を目指し、発展期での2年間生活していくクラスを自分たちの手でクラス替えを行うプロジェクトである。
2024年度: 感染症対策がより緩和され、開成祭の模擬店に飲食の提供が可能になった。また、飲食販売に伴い物品販売も許可された。

## 校歌
北海道札幌開成高等学校のものを継承している。作詞者は谷川俊太郎、作曲者は宍戸睦郎である。また、北海道札幌開成高等学校の「♪開成高校」という歌詞に対して、市立札幌開成中等教育学校では「♪開成札幌」という歌詞に編曲されている。 なお、札幌開成高校開校50周年に際して作られた記念歌「未来へ」（作詞・谷川俊太郎、作曲・久石譲）も存在し、2016年に行われた開成高校50周年記念式典・開成高校継承式典において斉唱された。

## 入学者選考
平成27年度及び平成28年度の入試では「児童の調査調書」、「適性検査（I・II）」、「面接試験」、「抽選」での選考を行った。
抽選に対する意見は保護者などから多数寄せられた。これに対し札幌市教育委員会は、「小学校卒業段階の児童に対し、受験競争の低年齢化を招かないように配慮するという法令の趣旨を踏まえる必要があり、一定以上のレベルを有する児童は誰が入学しても良いという考えのもとである。」とコメントをしている。
平成29年度からは、抽選、面接が廃止され、新たにグループ活動が追加された。
入学選考に関する基本方針(札幌市)http://www.city.sapporo.jp/kyoiku/sidou/documents/kihonhousin.pdf

## 学習方法
- 前期課程:中学生段階

IBの学習方法を行っており(MYP・DP）、 すべての教科の授業において、自分で課題を見付け、自分で考えて課題の解決に向けて取り組んでいく力を身に付けるため、「課題探究的な学習」を取り入れることとしている。そのため、グループでの議論を行う事が多々ある。本校はテスト形式の試験による評価よりも単元ごとに課題(レポート、プレゼンなど)による評価が多い。評価は一般的な中高学校の5段階ではなく、0-8の9段階で行われる。より効果的に「課題探究的な学習」を進めるためには、ある程度少人数の学習集団で授業を行う必要がある。そこで本校では、ＩＢの推奨する学習集団の程度も考慮に入れて、２クラス８０人を３つの学習集団（２６～２７人）に分ける少人数指導により授業を行うこととしている。また市立札幌開成中等教育学校では通常の時間割と異なり、一般的な学校での2時間を連続して1セッションと呼び、同じ教科を100分続けて学習する。また、1セッションごと（2セッション目から3セッション目を除く）の区切りは10分の休み時間が設けられている。また、3年生からの授業の芸術（美術、音楽）や数学、物理の一部のクラスにおいては英語のネイティブ教員が授業を行う。
- 後期課程:高校生段階

5年次からはIP(Inquiry Programme)とDP(Diploma Programme)に分かれる。前者は文部科学省の学習指導要領に沿ったカリキュラムによる学校の独自のプログラムであるのに対し、後者はIBO（国際バカロレア機構）によるプログラムである。生徒は3年生から4年次にかけて、どちらのプログラムを履修するかの選択をする。後者を選ぶ場合はDPにおいて必要な英語力（概ねCEFR B1上位~B2)や教科の知識力が求められる。DPに進むことが出来る人数は少なく、希望する生徒もIPを選択する生徒より少ない。

### iPad・Chromebookの使用
市立札幌開成中等教育学校では札幌市の公立学校で初めてiPadを使用した学習方法を取り入れている。iPadではGoogle Slideでのプレゼンテーション作成やGoogle documentによる課題の提出、英語の単語学習など授業で使用することが多い。また、全てのテレビにApple TV第三世代（一部は第四世代）備え付けており、AirPlayを利用し、iPadの画面をミラーリングすることが出来る。iPadは基本的に入学時に購入することが求められる。4万円ほどのiPadに数千円のケースがセットとなり、4万5千円ほどの負担が必要。2024年現在使用されている機種は学年ごとに違うが、IPad (第6世代)、IPad (第7世代)である（故障や特殊事情で交換したい場合は他機種を購入することが可能）。校内の全ての教室(一部の小規模教室を除く）に無線LANアクセスポイントが設置されており、インターネット接続が可能である。また、グローバルHTTPプロキシ設定がプロファイルとしてインストールされており、iPadが行う全ての通信が監視されている。iPadはMDMによって監視対象の端末(supervised)として管理されており、外部のICT人材やICT担当教員によって一括管理されている。また、札幌市がマイクロソフトと契約した「Office 365 A1」ライセンスにより、各生徒には無制限のMicrosoft OneDriveストレージ（初期では1TB)が与えられている。札幌市は、各年度の新入生用iPadのキッティング作業と常駐作業員による保守作業を外部に委託しており、年間で約300~400万円を民間企業に支払っている。
10期生(2021年度入学生)以降はiPadの代わりにChromebookが貸与されているためiPadの購入の必要はない。ChromebookはGoogleclassroomを使った連絡やGoogleスライドでのプレゼンテーション作成などに使用される。

#### PCの使用
iPadと併用してPCを使用する場合もある。iPad同様、一部のウェブサイトへのアクセス制限が掛かっている。iPadとは異なり、札幌市のネットワークセンターを経由した接続であり、制限もセンターのポリシーに準処する。
ただPCを置いてある部屋にiPadの無線LANアクセスポイントがないという事態も発生している。
教師用に、各教科にMacBook Airが配備されており、iPadと同様にインターネットに接続されている。

## 部活動
運動部: サッカー、バドミントン、バスケットボール、硬式テニス、陸上、野球(前期課程では軟式、後期課程では硬式)
文化部: 管弦楽部、茶道、演劇、美術、書道
局:生徒会執行部、ボランティア局、図書局、放送局
委員会:評議委員会、選挙管理委員会
その他に放課後ユニット(毎年更新)がある。

## コズモタイム（Cosmo time）・コズモプロジェクト (Cosmo project)
市立札幌開成中等教育学校には一般的な中学校や小学校の中休みがない。市立札幌開成中等教育学校の特徴として、前期生徒は給食後に、「コズモタイム（Cosmo time）」という時間がある。これは生徒が他の生徒とコミュニケーションをとったり、課題を探究したりする時間である。コズモタイムの時間は20分間である。ただし、前期課程（中学1年～中学3年まで）のみで後期課程（高校1年～高校3年相当）には無い。 名称の由来は、「Communication」「Study」「Motivate」である。同じように、一般的な教科である「総合的な学習の時間」は、本校では「コズモプロジェクト」と呼ばれている。内容は一般的な一条校と同様のものであるが、 3年生と4年次生は職場体験において、生徒が自ら受け入れ先を探究し、自らアポイントメントを取るという、自主性を重んじた教育を行っている。

## 外国籍教職員
2020年度現在、多くの外国籍の外国人が働いている。ALT（外国語指導助手）扱いの職員は在籍せず、GEAを経た後に北海道教育委員会より特別免許状を授与された職員が在籍する。
また、常勤職員に欠員が出た場合、GEA（Global Education Adviser、グローバル人材育成員）の教員免許を持たない職員を雇用する場合がある。